# Saint-Rémy-des-Landes
Saint-Rémy-des-Landes är en kommun i departementet Manche i regionen Normandie i norra Frankrike. Kommunen ligger i kantonen La Haye-du-Puits som tillhör arrondissementet Coutances. År 2018 hade Saint-Rémy-des-Landes 214 invånare.

## Befolkningsutveckling
Antalet invånare i kommunen Saint-Rémy-des-Landes
| Referens: INSEE |